# イザベル・オブ・グロスター
イザベル・オブ・グロスター（Isabel of Gloucester, 1173年 - 1217年10月14日）は、イングランド王ジョンの最初の妻。ヘンリー1世の庶系の孫である第2代グロスター伯ウィリアム・フィッツロバート（ロバート・デ・カーンの子）の娘。父が1183年に死去した時、男子の後継者がいなかったため、グロスター伯の称号は一旦消滅したが、1186年に新たにイザベルに与えられた。

## 生涯
1189年8月29日に王弟ジョンと結婚した。ジョンがイングランド王となったのは1199年であるが、その前後に婚姻の無効をローマ教皇ボニファティウス8世に認められて離婚した（共にヘンリー1世の血を引く又いとこであったことが理由とされた）。イザベルは王妃とは認められず、グロスター伯位も召し上げられた。
召し上げられたグロスター伯位と伯爵領は彼女の姉マーベルの息子のエヴルー伯アモーリー4世
に受け継がれたが、1213年に彼が死ぬとイザベルは再びグロスター伯に封じられた。その後、1214年に第2代エセックス伯ジェフリー・フィッツジェフリー・ド・マンデヴィルと再婚するとジェフリーもグロスター伯を名乗った。
1216年にジェフリーが死に、イザベルは再び未亡人となる。1217年にヒューバート・ド・バラ（後のケント伯）と結婚するが、結婚した1か月後に死んだ。彼女の死後、グロスター伯位は妹アミシー（ハートフォード伯爵夫人）の息子ギルバート・ド・クレアに受け継がれた。